# Secret Summer
SECRET SUMMER – piąty koreański minialbum południowokoreańskiej grupy Secret, wydany 11 sierpnia 2014 roku w Korei Południowej. Osiągnął 2 pozycję na liście Gaon Chart i sprzedał się w nakładzie 10 931 egzemplarzy.

## Lista utworów
| Nr | Tytuł                                                   | Słowa                | Muzyka               | Czas |
| -- | ------------------------------------------------------- | -------------------- | -------------------- | ---- |
| 1. | "Feel The Secret (INTRO)"                               | Park Soo-seok, Inwoo | Park Soo-seok, Inwoo | 1:12 |
| 2. | "I'm in Love"                                           | Duble Sidekick       | Duble Sidekick       | 3:28 |
| 3. | "Look at Me"                                            | Marco                | Marco, New Sun       | 3:23 |
| 4. | "U R Fired"                                             | Park Soo-seok, Inwoo | Park Sooseok, Inwoo  | 3:28 |
| 5. | "Jalhal tende" (kor. 잘할 텐데, ang. "I Would Do Well") | Marco                | Marco                | 3:05 |
| 6. | "I'm in Love" (Instr.)                                  |                      | Duble Sidekick       | 3:28 |

## Notowania
| Lista                       | Pozycja |
| --------------------------- | ------- |
| Gaon Weekly Albums Chart    | 2       |
| Oricon Monthly Albums Chart | 8       |